# Hidișelu de Jos, Bihor
Hidișelu de Jos este un sat în comuna Hidișelu de Sus din județul Bihor, Crișana, România.
județul Bihor, Transilvania, România. 

 Acest articol despre o localitate din județul Bihor este deocamdată un ciot. Puteți ajuta Wikipedia prin completarea lui.